# 阿贝拉格航空
阿贝拉格航空是一家总部设在比利时扎芬特姆的航空公司。

## 历史
阿贝拉格航空成立于1980年，1983年开始运营。隶属于阿贝拉格航空集团公司。